# Coelotes cavicola
Coelotes cavicola är en spindelart som först beskrevs av Komatsu 1961.  Coelotes cavicola ingår i släktet Coelotes och familjen mörkerspindlar. Inga underarter finns listade i Catalogue of Life.